# João Braz de Aviz
João Braz de Aviz (Mafra, 1947. április 24. –) brazil katolikus pap, a Megszentelt Élet Intézményeinek és az Apostoli Élet Társaságainak Dikasztériuma nyugalmazott prefektusa, bíboros.

## A kezdetek, tanulmányai
Aviz 1947-ben született Mafrában, a Joinville-i egyházmegyében, Santa Catarinában, Brazíliában. Négy fiútestvére és három nővére van – legfiatalabb nővére Down-szindrómás. Miután filozófiai tanulmányait a curitibai Rainha dos Apostolos Nagyszemináriumban és a palmasi karon folytatta, teológiai tanulmányait Rómában végezte a Gregoriana Pápai Egyetemen, ahol licenciátust szerzett, és a Lateráni Pápai Egyetemen, ahol 1992-ben dogmatikus teológiából doktorált.

## Papság
Avizt 1972. november 26-án szentelték pappá. Szolgálatát plébánosként kezdte az Apucaranai egyházmegyében, majd az Apucarana és Londrina nagyszeminárium rektoraként, valamint a londrinai VI. Pál Teológiai Intézet dogmatikus teológia professzoraként folytatta. Emellett tagja volt a Papi Tanácsnak és a Tanácsosok Testületének, valamint az Apucarana-i Egyházmegyei Lelkipásztori Hivatal általános koordinátora. Fiatal papként Aviz egyszer éppen egy faluba tartott misézni, amikor egy páncélautó-rablásba botlott. Kereszttűzbe került és lelőtték, a golyók átlyuggatták a tüdejét, a beleit és az egyik szemét. Túlélte és a sebészeknek sikerült megmenteniük a szemét; a golyók szilánkjait még mindig a testében hordja.

## Püspökség
1994. április 6-án kinevezték a Vitóriai főegyházmegye segédpüspökévé és Flenucleta címzetes püspökévé, majd május 31-én püspökké szentelték. II. János Pál pápa 1998. augusztus 12-én nevezte ki a Ponta Grossa-i egyházmegye püspökévé. 2002. július 17-én a Maringái főegyházmegye érsekévé, majd 2004. január 28-án a Brazíliavárosi főegyházmegye érsekévé nevezték ki. 2010 májusában ő szervezte meg a XVI. nemzeti eucharisztikus kongresszust, amely egybeesett a város alapításának 50. évfordulójával.

## Római Kúria
2011. január 4-én Avizt, aki nem tagja egyházi szerzetesi rendnek, kinevezték a Megszentelt Élet Intézményeinek és az Apostoli Élet Társaságainak Kongregációja prefektusává. Ő a negyedik brazil, aki egy vatikáni részleg élére kerül.
2011 februárjában Aviz azt mondta, hogy majdnem elhagyta a szemináriumot és a katolikus egyházat a felszabadítási teológia első éveiben kialakult ideológiai túlkapások miatt. Egy interjúban azt mondta, hogy „személy szerint sok gyötrelemmel éltem a felszabadítási teológia születésének éveiben.” Elmondta, hogy nagyra értékeli, hogy a felszabadítási teológia a szegények számára a preferenciális opciót hirdette, ami „az egyház őszinte és felelős aggodalmát jelenti a társadalmi kirekesztés hatalmas jelensége iránt.” Azt mondta, hogy a megszentelt életet élő férfiaknak és nőknek mélyebben kell felfedezniük Isten misztériumát, hogy megerősítsék a másokkal való kapcsolataikat.
2011 júliusában a Vatikán és számos szerzetesrend között megromlott bizalomra hivatkozott „bizonyos korábbi álláspontok” miatt, utalva elődjére Franc Rode bíborosra, aki elítélte a szerzetesi életnek a II. Vatikáni Zsinatot (1962-65) követő „válságát”, amely szerinte túlzottan liberizáló áramlatokat táplált egyes szerzetesi közösségekben. Braz elmondta, hogy elismeri, hogy vannak problémák, de fő célja „a bizalom újjáépítése” azáltal, hogy a kérdéseket új módon közelíti meg, „előzetes elítélések nélkül” és „az emberek aggodalmainak meghallgatásával.”
Rode bíboros 2022-ben megjelent emlékirataiban elmeséli, hogy megdöbbenéssel értesült utódjának kinevezéséről. Az első, aki tájékoztatta őt Brazról, Pietro Sambi, az Egyesült Államok apostoli nunciusa volt. Ő Brazt „un fanatico focolarino”-nak (a Fokoláre Mozgalom fanatikus tagja) nevezte. Rode szerint Aviz kinevezéséhez hozzájárult az a tény, hogy Tarcisio Bertone bíboros államtitkár egyik női titkára szintén a Fokoláre Mozgalom lelkes tagja volt.
XVI. Benedek pápa a 2012. február 18-i konzisztóriumon bíborossá kreálta, bíboros-diakónusi ranggal, címtemplomául a Sant'Elena fuori Porta Prenestina templomot jelölte ki. 2012. április 21-én kinevezték a Kléruskongregáció és a Tanulmányi Intézetek Katolikus Nevelésügyi Kongregációja tagjává. 2013 tavaszán, a Ferenc pápát megválasztó konklávé idején, mint papabile bíborost emlegették.
Ferenc pápa 2013. november 30-án megerősítette tagságát a Nevelésügyi Kongregációban, december 16-án kinevezte a Püspöki Kongregáció, 2018. október 6-án a Világiak, a Család és az Élet Dikasztériuma, 2023. szeptember 7-én pedig az Istentiszteleti és Szentségi Fegyelmi Dikasztérium tagjává.
A 2022. március 4-i konzisztóriumon bíboros-presbiteri rangra emelték.
Ferenc pápa 2025. január 6-án Simona Brambilla M.C. nővért nevezte ki utódjául a prefektusi posztra.

## Címer
|  | Jelmondat: OMNES UNUM SINT Mindenki lehet egy |